# Найменша золота монета (серія монет)
Найменша золота монета — серія ювілейних та пам'ятних монет започаткована Національним банком України в 2003 році.
|                            |  |  |
| Золота монета - Саламандра |  |  |

## Монети в серії
У серію включені наступні монети:
- Пам'ятна монета «Саламандра»
- Пам'ятна монета «Лелека»
- Пам'ятна монета «Скіфське золото»
- Пам'ятна монета «Їжак»
- Пам'ятна монета «Бабак(байбак)»
- Пам'ятна монета «Скіфське золото (богиня Апі)»
- Пам'ятна монета «Черепаха»
- Пам'ятна монета «Скіфське золото. Кабан»
- Пам'ятна монета «Бджола»
- Пам'ятна монета «Калина червона»
- Пам'ятна монета «Скіфське золото. Олень»
- Пам'ятна монета «Мальва»